# Baby, I’m Jealous
«Baby, I’m Jealous» (с англ. — «Милый, я ревную») — песня американско-албанской исполнительницы и автора Биби Рексы, вышедшая 9 октября 2020 года в качестве лид-сингла предстоящего второго студийного альбома Better Mistakes. Запись сделана при участии Doja Cat.

## История
23 сентября 2020 года песня была зарегистрирована на Shazam и, как сообщалось, была сделана в сотрудничестве с Doja Cat. 4 октября Apple Music сообщил, что релиз этой песни запланирован на 9 октября. Затем Рекса написала в социальных сетях, что сделает «специальное объявление». На следующий день она объявила о выпуске трека, выложила его обложку и ссылку для предварительного сохранения сингла.

## Музыкальное видео
Официальное музыкальное видео «Baby, I’m Jealous» было снято американским клипмейкером Ханной Люкс Дэвис и вышло 9 октября 2020 года. В ролике в качестве камео снялись ютубер и модель Nikita Dragun, интернет-знаменитость и танцовщица Чарли Дамелио и интернет-селебрити Avani Gregg. В ролике певицы путешествуют во времени, попадая в разные исторические эпохи.

## Чарты

### Еженедельные чарты
| Чарт (2020)                         | Высшая позиция |
| ----------------------------------- | -------------- |
| Канада (Billboard Canadian Hot 100) | 60             |
| Канада (Billboard CHR/Top 40)       | 25             |
| Канада (Billboard Hot AC)           | 41             |
| Мир (Billboard Global 200)          | 56             |
| Греция (IFPI)                       | 86             |
| Ирландия (IRMA)                     | 59             |
| Новая Зеландия (RMNZ)               | 4              |
| Португалия (AFP)                    | 175            |
| Румыния (Airplay 100)               | 42             |
| Великобритания (OCC UK Singles)     | 86             |
| США (Billboard Hot 100)             | 58             |
| США (Billboard Adult Pop Airplay)   | 27             |
| США (Billboard Pop Airplay)         | 21             |

## Сертификации
| Регион                                                                      | Сертификация | Продажи |
| --------------------------------------------------------------------------- | ------------ | ------- |
| США (RIAA)                                                                  | Золотой      | 500 000 |
| Данные о продажах + прослушиваниях приведены только на основе сертификации. |              |         |

## История релиза
| Регион | Дата            | Форматы                    | Лейбл  | Ссылки |
| ------ | --------------- | -------------------------- | ------ | ------ |
| Мир    | 9 октября 2020  | Цифровая загрузка стриминг | Warner | [ 24 ] |
| США    | 20 октября 2020 | Contemporary hit radio     | Warner | [ 25 ] |